# Glatki mišić
Glatki mišić (lat. textus muscularis nonstriatus) je uz poprečno-prugasti (skeletni) i srčani mišić jedna od 3 glavne vrste mišićnog tkiva. Glatki mišići su za razliku od skeletnih građeni od mnogo manjih vlakana promjera 1 do 5 µm, a duga su 20 do 500 µm. Nalaze se u građi krvnih i limfnih žila, crijeva, dušnika, mokraćnog mjehura , maternice, kože, unutrašnjih mišića oka itd. Glatko mišićno tkivo je specijalizirano za slabe i spore kontrakcije, a inervirano je od strane autonomnog živčanog sustava što znači da ne radi pod utjecajem volje. Za razliku od skeletnog mišićja, ti su mišići sposobni za dugotrajne kontrakcije i vrlo se teško zamaraju.

## Osnovna građa
Glatke mišiće možemo podijeliti u dvije osnovne skupine: višejedinični i jednojedinični. 
Kod višejediničnog glatkog mišića sva su vlakna zasebna, prekrivena vrlo tankim slojem kolagena i glikoproteina pri čemu se svako vlakno može kontrahirati neovisno o drugim vlaknima, a to nadziru uglavnom živčana vlakna dok kod drugog tipa glavnu ulogu imaju neživčani podražaji.  
Jednojedinični glatki mišić se još naziva i sincicijski ili visceralni glatki mišić koji se sastoji od jedinica građenih od nekoliko stotina do tisuću vlakana koja se zajednički kontrahiraju zahvaljujući tome što se membrane tih vlakana dodiruju na mnogim mjestima, a uz to su povezane pomoću pukotinskih spojišta (eng. gap junctions) kroz koja prolaze ioni čime se ionska struja ili akcijski potencijal može prenositi s vlakna na vlakno što u konačnosti dovodi do zajedničke kontrakcije.    

## Kontrakcija
Glatki mišići nemaju tropomiozinski kompleks i nemaju pravilan raspored kao skeletni mišići. Građeni su od aktinskih i miozinskih niti. Aktinske niti su pričvršćene za gusta tjelešca koja mogu biti vezana za membranu ili razbacana po stanici. Između aktinskih niti se nalaze miozinske kojih ima 5-10 puta manje nego aktinskih koje se zrakasto šire prema sredini i sa svojim krajevima dodiruju miozinske niti koje ih povlače u suprotni smjer. Gusta tjelešca zapravo imaju jednaku ulogu kao i Z-membrane skeletnih mišića.
Glatki se mišići mogu kontrahirati na 80 % svoje duljine, dok skeletni na 30% jer su miozinski poprečni mostovi nagnuti u dva smjera. Skeletni mišići se kontrahiraju i relaksiraju brzo, dok glatki tonično i sporo. Glavice u glatkim mišićima imaju manju ATPaznu aktivnost (dulje traje onaj dio ciklusa kada su glavice pričvršćene za aktinske niti što je najvažniji čimbenik koji određuje silu kontrakcije) i troše manje energije za jedan ciklus (10-300 puta) koji je u glatkom mišiću mnogo sporiji, a i za jedan ciklus se troši samo 1 ATP. Kontrakcija u glatkom mišiću počinje 50-100 ms nakon podražaja, a maksimalan kontrakcija se postiže pola sekunde kasnije. Tijekom 1-2 sekunde nakon toga nastupa relaksacija. Prema tome kontrakcija traje 1-3 sekunde čemu je uzrok sporo vezanje i otpuštanje glavice od aktinske niti. Kontrakcije glatkih mišića mogu trajati svega 0,2 s do 30 s jer svi glatki mišići nemaju iste karakteristike. Kontrakcija glatkih mišića ( 40-60 N/cm2 ) je jača od skeletnih ( 30-40 N/cm2 ) jer su poprečni mostovi duže vezani za aktinsku nit. U glatkim mišićima se kontrakcija može održavati uz vrlo mali utrošak energije i uz mali trajni ekscitacijski signal, a to se zove mehanizam zasuna. 
Glatki mišići imaju jedno vrlo važno svojstvo, a to je stres-relaksacija. Ovo možemo vrlo lako objasniti na primjeru mokraćnog mjehura. Povećanjem njegovog volumena se povisi i tlak, ali nakon nekoliko sekundi ili minuta se tlak ponovno vrati na ˝normalu˝. Isto se događa ako se volumen smanji i tlak se smanji. U tom slučaju se događa obrnuta stres relaksacija.
Glatki mišići nemaju troponin C koji bi vezao Ca2+, ali imaju kalmodulin na koji se veže Ca2+ i tako nastali kompleks ( Ca2+-kalmodulin) zatim aktivira fosforilacijski enzim miozin-kinazu. Aktivirani enzim fosforilira laki lanac glavice ( regulacijski lanac) što omogućuje njegovo vezanje za aktivno mjesto. Enzim miozin-fosfataza odvaja fosfat od regulacijskog lanaca, a taj enzim je smješten u staničnoj tekućini glatkog mišića. Vrijeme potrebno za relaksaciju ovisi o miozin-fosfatazi.

## Potencijali - nastajanje i regulacija podražaja
Akcijski potencijal u glatkim mišićima mogu stvoriti različite tvari jer sadrže više vrsta receptora za ekscitaciju i receptore za inhibiciju. Završeci živčanih vlakana i stjenke glatkog mišića tvore difuzne spojeve gdje se tvari izlučuju u matriks. Živčana vlakna obično inerviraju samo vanjski sloj, a podražaj se kasnije širi u unutarnji dio mišića. Aksoni nemaju završne nožice, nego varikozitete ( proširenja ) na čijim mjestima su Schwannove stanice prekinute i tvar se može izlučiti kroz stjenku proširenja. Mjehurići mogu u sebi imati acetil-kolin ili noradrenalin, ali nikad oboje. U nekim vlaknima je acetil-kolin eksitacijski hormon, a noradrenalin inhibicijski i obrnuto. O vrsti receptora ovisi koji će od ta dva djelovati eksitacijski, a koji inhibicijski.
Potencijal u mirovanju glatkih mišića iznosi -50mV do -60 mV, a akcijski potencijal može biti šiljasti i s platoima. Šiljasti se pojavljuje kod jednojediničnih, a može nastati djelovanjem struje, raznih hormona i tvari, rastezanjem mišića i spontano.
Akcijski potencijal s platoima nastaje zbog spore repolarizacije u npr. mokraćnom mjehuru ili maternici. Stanična membrana glatkog mišića ima više Ca2+ kanala reguliranih naponom, nego Na+ kanala, pa Na+ nema velikog udjela u nastanku akcijskog potencijala. Ca2+ ioni uzrokuju produljeno djelovanje akcijskog potencijala i izravno djeluju na kontraktilni mehanizam glatkog mišića. Ako se glatki mišić dovoljno rastegne u njemu nastaje akcijski potencijal djelovanjem normalnih sporovalnih potencijala (lokalno svojstvo glatkih mišića) i djelovanjem rastezanja samog mišića jer dolazi do smanjenja negativnosti membrane što predstavlja mogućnost samopodražljivosti. 
Uzrok ritmičkih sporih valova je pojačavanje i slabljenje prebacivanja sporih iona (~ Na+ iona) kroz membranu ili ritmičke promjene vodljivosti kanala. Ti valovi se još nazivaju predvodnički valovi jer mogu izazvati akcijski potencijal. Rastezanjem glatkog mišića smanjuje se negativnost membrane i uz sporovalni potencijal dolazi do kontrakcije (crijeva ispunjena sadržajem).
Postoje dvije vrste čimbenika koji utječu na kontrakciju glatkog mišića bez vanjskog podražaja, a to su lokalni tkivni kemijski čimbenici i različiti hormoni. Lokalni su manjak O2, višak CO2 i H+ - oni uzrokuju vazodilataciju malih krvnih žila, a isti učinak ima i adenozin, mliječna kiselina, visoka tjelesna temperatura, višak K+ iona, a manjak Ca2+ iona. Neki od važnih hormona ( noradrenalin, adrenalin, acetilkolin, angiotenzin, endotelin, vazopresin, oksitocin, serotonin i histamin ) koji utječu na kontrakciju otvaranjem Na+ ili K+ kanala i dovode do depolarizacije ili dovode do ulaska Ca2+ iona u stanicu i nastaje depolarizacija i kontrakcija bez prethodnog akcijskog potencijala. Mogu djelovati inhibicijski zatvaranjem Na+ ili Ca2+ kanala, a otvaranjem K+ kanala te tako dovode do hiperpolarizacije koja snažno inhibira kontrakciju. Dakle, hoće li podražaj biti inhibicijski ili eksitacijski ovisi o vrsti receptora na membrani. Hormoni mogu imati učinak i djelovanjem na receptore koji ne uzrokuju promjenu potencijala nego djeluju na otpuštanje Ca2+ iz sarkoplazmatske mrežice (kontrakcija) ili aktiviraju adenilat-ciklazu ili gvanilat-ciklazu i nastaje cAMP ili cGMP (inhibicija).
Glatki mišić ima kalveole koje se mogu uspoređivati s T-cjevčicama skeletnog mišića, ali su rudimentarne. Podražaj stigne do kalveola i zatim se iz sarkoplazmatske mreže oslobađaju Ca2+ ioni. Što je bolje razvijena sarkoplazmatska mrežica, kontrakcija mišića je brža. Snaga kontrakcije ovisi o koncentraciji Ca2+ iona u izvanstaničnoj tekućini. Da bi se odstranili Ca2+ ioni iz stanice ( relaksacija glatkih mišića ) potrebne su Ca2+ - crpke koje su sporije nego u skeletnom mišiću, pa se zato vrijeme kontrakcije glatkog mišića mjeri u sekundama. Ako koncentracija Ca2+ iona padne na 1/3 ili 1/10, kontrakcija prestane.